# Убейд, Абд эль-Карим
Абд эль-Карим Убейд (араб. عبد الكريم عبيد‎; род. 1956, Джибшит, Эн-Набатия) — ливанский шиитский имам, духовный лидер организации «Хезболла», находившийся в заключении в Израиле с 1989 по 2004 год.

## Биография
Родился в бедной семье. Стремясь получить образование, учился в Ливанском университете в Бейруте на инженера, но, не окончив учёбу, в 1980 году уехал в Иран. Получил исламское религиозное образование в Куме, одновременно проникнувшись идеологией хомейнизма.
В 1982 году, когда Убейд находился в своём родном Джибшите, началось вторжение израильских войск в Ливан. В результате Убейд не вернулся в Иран, оставшись в Джибшите. Там он работал с мусульманским проповедником Рагибом Харбом, который в это время был имамом Джибшита и яростным противником Израиля. После того, как Харб был застрелен в 1984 году, Обейд стал имамом Джибшита. По оценкам израильтян и политиков Южного Ливана, Убейд стал духовным восприемником Харба. Согласно журналисту Роберту Фиску, его ненависть к христианской Армии Южного Ливана и поддерживавшему её Израилю имела также личные мотивы — вскоре после его возвращения в Джибшит солдат Армии Южного Ливана ранил в шею 16-летнюю родственницу Убейда Ханну, бросавшую в солдат камни. В то же время жители Джибшита отмечали его гуманитарную деятельность, поддержку им местного детского приюта и библиотек. От жены Моны у Абд эль-Карима Убейда родились пятеро детей.
Роль Убейда в руководстве шиитского движения «Хезболла», ставшего одной из главных военных сил в ливанской политике, также оценивается по-разному. Израиль рассматривал его как лидера боевиков «Хезболлы» на юге Ливана. Сообщалось, что захваченный в заложники «Хезболлой» американский подполковник Уильям Хиггинс некоторое время содержался дома у Обейда, прежде чем его переправили в более укромное место. Однако есть также мнение, что Убейд по меркам «Хезболлы» был достаточно умеренным, готовым к компромиссу. Утверждается, что в 1988 году он был даже на время отстанён от участия в принятии решений из-за его отказа применить силу против представителей конкурирующей шиитской организации «Амаль» в своей родной деревне.
28 июля 1989 года израильский спецназ совершил рейд в Джибшит (в 30 километрах к северу от границы), захватив в плен Абд эль-Карима Убейда и ещё двоих его односельчан, один из которых — Ахмад Убейд — был его родственником. В ходе рейда был убит один житель Джибшита, жена и дети Убейда были оставлены связанными. В условиях усугубляющегося кризиса вокруг захвата мусульманскими организациями в Ливане западных заложников Израиль объявил, что готов обменять Убейда и всех остальных шиитских пленных на западных и израильских заложников. В центре предлагаемой сделки должны были находиться трое израильских военнослужащих, находившихся в плену в Ливане с 1986 года, в том числе штурман ВВС Израиля Рон Арад.
Предложенная Израилем сделка не состоялась, Арад не только не был освобождён, но и его местонахождение не выяснено вплоть до 2010-х годов. Убейд продолжал оставаться в израильском плену до 2004 года. В этом году он, вместе с духовным лидером «Амаля» Мустафой Дирани, вместе с ним содержавшимся в секретной тюрьме № 1391, стал частью другой сделки. Их обменяли на тела трёх израильских солдат (до момента обмена не было достоверно известно, живы ли они, но вероятность того, что Израилю вернут только трупы, считалась очень высокой) и бизнесмена-резервиста Эльханана Тененбаума, захваченного «Хезболлой» в Абу-Даби. Вместе с ними были выпущены на свободу 400 палестинских заключённых и несколько десятков граждан Ливана, Сирии, Судана, Марокко, Ливии и Германии. Ливану были кроме того переданы тела 60 бойцов «Хезболлы» и карты минных полей в Южном Ливане.